# 弘前郵便局
弘前郵便局（ひろさきゆうびんきょく）は青森県弘前市にある郵便局である。
民営化前の分類では集配普通郵便局であった。

## 概要
住所：〒036-8799 青森県弘前市大字北瓦ケ町18-1

### 分室
- 元寺町分室 - 1962年（昭和37年）6月1日設置、1963年（昭和38年）7月1日廃止。

### 出張所（局外設置ATM）
民営化以前から以下の場所に当局の出張所としてATMを設置しており、民営化以後はゆうちょ銀行仙台支店の管理となった。
- イトーヨーカドー弘前店内出張所 - ATMホリデーサービス実施
- カブセンター神田店内出張所 - ATMホリデーサービス実施
- カブセンター弘前店内出張所 - ATMホリデーサービス実施
- さくら野弘前店内出張所 - ATMホリデーサービス実施
- 弘前大学内出張所
- 弘前中三内出張所 - ATMホリデーサービス実施

## 沿革
- 1872年8月4日（明治5年7月1日） - 弘前郵便取扱所として開設[1]。当時の所在地は土手町62番地。
- 1873年（明治6年）5月 - 弘前郵便役所（四等）と改称。
- 1876年（明治9年）
  - 7月 - 局舎を桶屋町に移転し、弘前郵便局と改称。三等局に昇格。
  - 日付不明 - 為替取扱を開始。
- 1879年（明治12年）
  - 1月  - 貯金取扱。
  - 7月 - 本町5丁目に移転。貯金取扱を開始。
- 1880年（明治13年）
  - 5月15日 - 弘前大火により、局舎全焼。本町6番地の仮宅で事務取扱。
  - 5月26日 - 元の土地へ局舎新築移転。
  - 8月 - 電信分局設置(東長町から本町5丁目)。
- 1891年（明治24年）8月1日 - 電信分局を併合し、弘前郵便電信局となる。
- 1892年（明治25年）3月 - 弘前⇔青森間の電話通信事務開始。
- 1893年（明治26年）2月 - 小包取扱開始。
- 1900年（明治33年）2月 - 二等局に昇格。
- 1903年（明治36年）4月1日 - 通信官署官制の施行に伴い、弘前郵便局となる。
- 1905年（明治38年）5月 - 弘前⇔青森間電話開通。
- 1907年（明治40年）3月11日 - 電話通話事務取扱開始。
- 1908年（明治41年）12月 - 郵便振替貯金取扱。
- 1909年（明治42年）6月1日 - 市内電話開通。局舎を本町坂の登口に新築移転。
- 1915年（大正4年）1月 - 一等局に昇格。
- 1949年（昭和24年）2月21日 - 電信事務を弘前電信局に、電話事務を弘前電話局に移管[2]。
- 1962年（昭和37年）6月1日 - 弘前市元寺町に元寺町分室を設置[3]。
- 1963年（昭和38年）7月1日 - 元寺町分室を廃止。
- 1980年（昭和55年）11月3日 - 弘前市大字本町から、同市大字北瓦ヶ町に局舎を新築、移転。
- 1992年（平成4年）8月3日 - 外国通貨の両替および旅行小切手の売買に関する業務取扱を開始。
- 1995年（平成7年）4月3日 - 高杉郵便局（〒036-11）および石川郵便局（〒038-03）から集配事務を移管。
- 2007年（平成19年）10月1日 - 民営化に伴い、併設された郵便事業弘前支店に一部業務を移管。
- 2012年（平成24年）10月1日 - 日本郵便株式会社の発足に伴い、郵便事業弘前支店を弘前郵便局に統合。

## 取扱内容
- 郵便、印紙、ゆうパック、内容証明
- 貯金、為替、振替、振込、国際送金、国債、投資信託
- 生命保険、バイク自賠責保険、自動車保険、変額年金保険
- ゆうちょ銀行ATM
- 弘前市内の中央部地域（〒036-80xxから-83xx）、南津軽郡西目屋村（〒036-14xx）の集配業務
- ゆうゆう窓口

## 周辺
- 柴田学園大学短期大学部
- イトーヨーカドー弘前店

## アクセス
- JR奥羽本線、弘南鉄道弘南線 弘前駅から徒歩約12分
- 弘南鉄道大鰐線 中央弘前駅から徒歩約8分
- 弘南バス
  - 宮園団地線・宮園団地～小栗山線・宮園団地岩賀線で、「郵便局前」停留所下車。
  - 上述の宮園団地方面発着を除く弘前駅前行の路線バスで、「中央通り2丁目」停留所下車。
  - 上述の宮園団地方面発着を除く弘前バスターミナル・弘前駅前発の路線バスで、「中土手町」停留所下車後、徒歩約4分。
- 東北自動車道 大鰐弘前ICから北西へ約10km、黒石ICから西へ約13km
- 駐車場あり：18台

## 参考資料
- 『弘前市史 明治・大正・昭和編』（弘前市・1964年3月30日発行）
  - 「第二章 市制施行と師団創設・第一節 市制施行・四 交通運輸」の229頁から231頁「郵便・電信」
  - 巻末ページの年表「明治以降の弘前災害年表」（これに「弘前大火」の日付についての記載あり）